# Sum-Sim (25m)
Sum-Sim (25 m), eller utskrivet Svenska ungdomsmästerskapen i Simning (25 m bassäng), anordnas  på hösten/vintern. Sum-Sim är en av Sveriges största tävlingar inom simsporten med deltagare från hela landet. I Sum-Sim (25m) får ungdomar upp till 16 år delta.  
Sum-Sim i kortbana simmas först simultant i 6 regioner, resultaten från de olika regionerna sammanställs sen till en resultatlista för hela Sverige där de 16 (24 i 100m och 200m 15-16års-klassen) bästa i varje gren kvalificerar sig till en riksfinal. I riksfinalen simmas två heat i varje gren och där får de 16 kvalade sin slutliga placering efter resultaten i finalen. 

## Åldersklasser och distanser
- 13 år och yngre: 100m och 400m frisim, 100m ryggsim, 100m bröstsim, 100m fjärilsim, 200m medley.
- 14 år: 200m och 800m frisim, 200m ryggsim, 200m bröstsim, 100m fjärilsim, 200m och 400m medley.
- 15-16 år: 100m, 200m, 400m och 800m alt. 1500m frisim, 100m och 200m ryggsim, 100m och 200m bröstsim, 100m och 200m fjärilsim, 200m och 400m medley.
- Lag 14 år och yngre: 4x100m frisim och 4x100m medley.
- Lag 16 år och yngre: 4x100m frisim och 4x100m medley.

## Riksfinalen har genom tiderna simmats på följande orter
| - 1961 - Västerås - 1962 - Västerås - 1963 - Gävle - 1964 - Gävle - 1965 - Gävle - 1966 - Gävle - 1967 - Gävle - 1968 - Gävle - 1969 - Gävle - 1970 - Gävle - 1971 - Gävle - 1972 - Linköping - 1973 - Borlänge - 1974 - Växjö - 1975 - Borlänge | - 1976 - Gävle - 1977 - Södertälje - 1978 - Borlänge - 1979 - Malmö - 1980 - Malmö - 1981 - Umeå - 1982 - Norrköping - 1983 - Södertälje - 1984 - Lund - 1985 - Kalmar - 1986 - Hallsberg - 1987 - Helsingborg - 1988 - Gävle - 1989 - Örebro - 1990 - Umeå | - 1991 - Lund - 1992 - Helsingborg - 1993 - Sandviken - 1994 - Södertälje - 1995 - Söderhamn/Kristianstad - 1996 - Uddevalla/Mölndal - 1997 - Gävle - 1998 - Malmö - 1999 - Västerås - 2000 - Göteborg - 2001 - Stockholm - 2002 - Stockholm - 2003 - Stockholm - 2004 - Göteborg - 2005 - Uppsala | - 2006 - Malmö - 2007 - Göteborg - 2008 - Stockholm - 2009 - Västerås - 2010 - Stockholm - 2011 - Helsingborg - 2012 - Göteborg - 2013 - Stockholm - 2014 - Helsingborg - 2015 - Göteborg - 2016 - Jönköping - 2017 - Eskilstuna (8-10 dec) - 2018 - Stockholm (14-16 dec) - 2019 - Umeå (6-9 dec) - 2020 - Göteborg (11-13 dec) - Inställt |